# Homosexualita v Japonsku

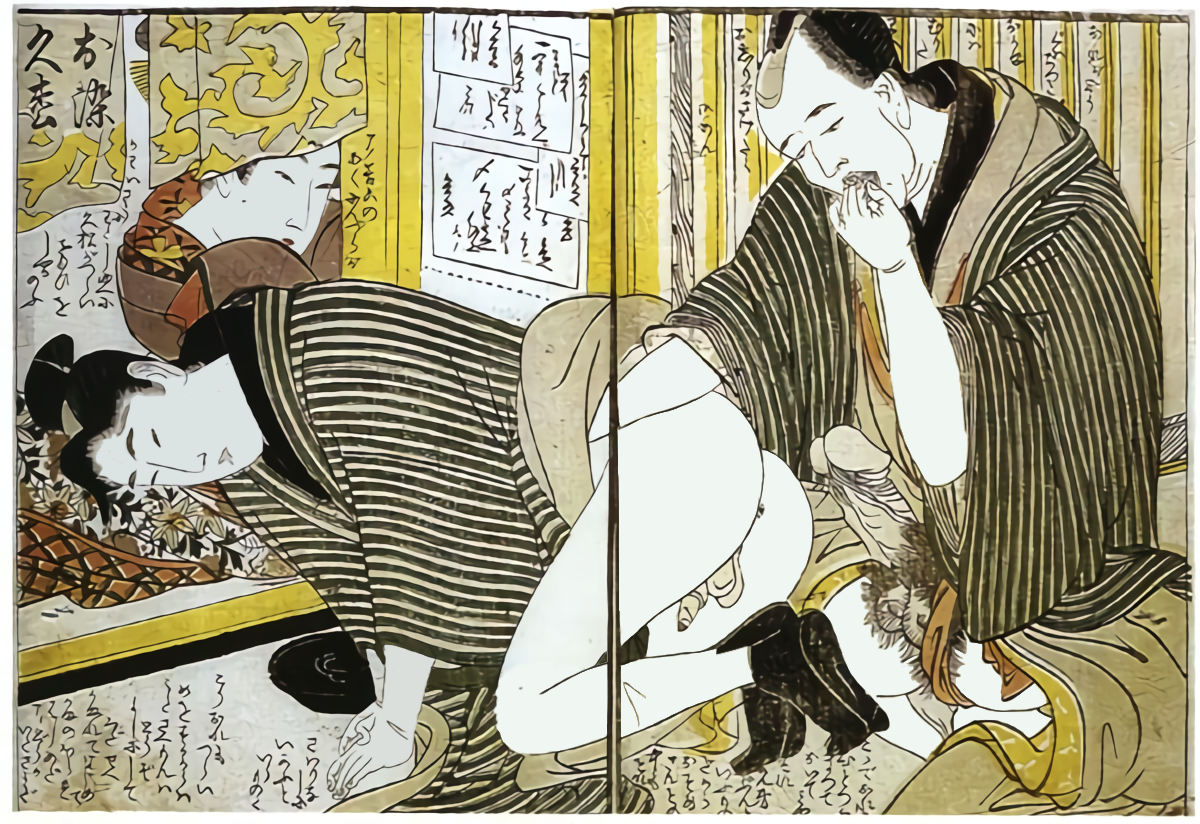
Utamaro Kitagawa: „Klient lubrikující prostituta“, výtisk z F. M. Bertholetovy kolekce – konec 18. století

O homosexualitě v Japonsku existují historické prameny již z doby starověku. S nástupem moderní doby se v Japonsku objevilo několik zákonů limitujících sexuální chování. Anální styk neboli sodomie se stal ilegálním v roce 1872, nicméně zákaz neměl dlouhého trvání, neboť jej po sedmi letech zrušil nový trestní zákoník z roku 1880 vytvořený podle vzoru Code civil.
Mezi historicky známé praktiky identifikované odborníky jako znak homosexuality patří šudó (衆道), wakašudó (若衆道) a nanšoku (男色).
Mezi moderní názvy označující homosexualitu v japonštině patří 同性愛者 dóseiaiša, doslova „stejnopohlavní milenec“, ゲイ gei, ホモ homo a ホモセクシャル homosekušaru, homosexuál, レズ rezu, a レズビアン rezubian, lesba.

## Starověk a středověk
Termínem nanšoku/danšoku (男色) se v japonské a čínské literatuře označuje charakter či jev, který vykazuje znaky „mužských barev“. Japonský a čínský znak (色) značí mimo jiné sexuální touhu. Tohoto výrazu bylo všeobecně užíváno k označení určité formy sexu mezi muži v premoderním Japonsku. Převážně ve starších dílech se užívalo také slovo šudó (衆道), zkrácená verze slova wakašudó, „cesta dospívajících chlapců“. Japonské tradiční označení nanšoku vzniklo z velké části podle čínského vzoru.
Nejvíce nejasností až záhad ohledně lásky mezi lidmi téhož pohlaví existuje v antických pramenech, navíc jsou velmi nespolehlivé a nepřesné. Všeobecně známá teze je, že se běžná náklonnost mezi přáteli a láska mezi lidmi stejného pohlaví považovaly za jedno a totéž. Nicméně určité zprávy tu jsou, především z Období Heian zhruba 11. století. V románu spisovatelky Murasaki Šikibu Příběh prince Gendžiho se pravidelně objevovalo téma mužů okouzlených krásou mladíků. V jedné části románu je hlavní postava odmítnutá ze strany jedné dámy, a tak namísto s ní stráví společnou noc s jejím mladším bratrem.
Gendži si přivedl jinocha dolů k sobě ... Gendži svým čtenářům v této části sděluje, že shledal chlapce atraktivnějším než je jeho citově nepřístupná sestra.
Příběh prince Gendžiho však není jedinou dochovalou historickou zmínkou o homosexualitě v japonské kultuře té doby. V některých dílech se dokonce objevují zmínky o homosexuálních vztazích císařů s pohlednými chlapci, které se vydržovali za účelem soulože s nimi.
Kromě homosexuality se dají nalézt i „problémy genderové identity“, jichž si v dalších literárních spisech všímá historik Garry Leupp. Příkladem je příběh mladíkovy platonické lásky k chlapci v dívčích šatech v jednom z děl té doby.

### Monastická láska mezi lidmi stejného pohlaví
Několik autorů poukazuje na silnou historickou tradici otevřené bisexuality a homosexuality mezi muži v buddhistických institucích v Japonsku. Duchovní školy Tendai Genšin (942–1017) v díle Ódžójóšú zatracoval pohlavní styk s „jiným mužem“ coby amorální chování. Jeho obrat ale lze vyložit i jako odsouzení pohlavního styku s akolytou cizího muže nebo s něčím synem.

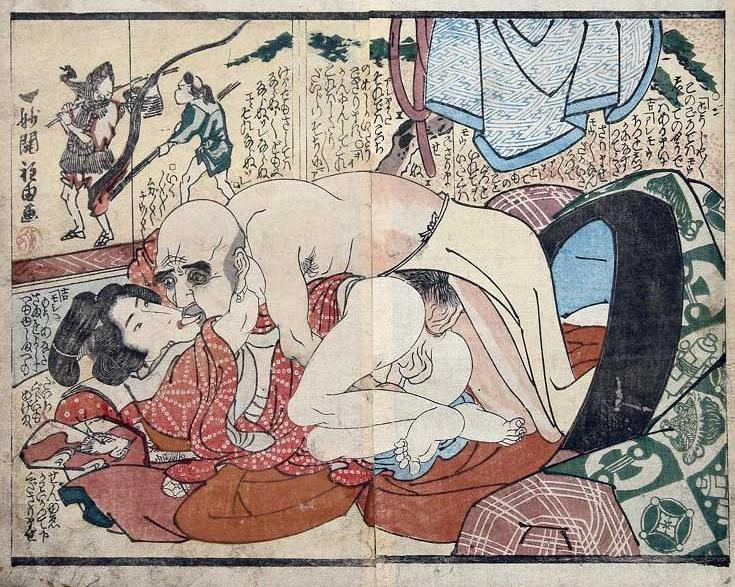
Starý buddhista, Kunijoši Utagawa

Milostné vztahy nanšoku mezi obyvateli klášterů byly typicky založené na pederastii: intimním vztahu mezi mužem a chlapcem, který ještě není považován za dospělého muže. Starším partnerem označovaným jako nendža (milenec nebo ctitel) byl často mnich, kněz či opat, zatímco mladší partner býval zpravidla akolyta (稚児, čigo) v prepubertálním nebo adolescentním věku. Vztah většinou končil dosažením dospělosti nebo opuštěním kláštera. Obě strany byly vedeny k tomu, aby se svým vztahem zacházeli seriózně s vysokou vzájemnou úctou a nenja býval často žádán k podepisování čestného prohlášení o věrnosti. Mimo kláštery se mnichové často stávali klienty mužské prostituce, prostřednictvím níž dávali plně volný průchod svým zvláštním zálibám.
Tradiční japonská nebuddhistická náboženství se nikdy nestavěly vůči homosexualitě v negativním slova smyslu. Umělci v Období Edo cítili vyloženě potřebu znázorňovat anální sex skoro ve všech svých dílech. Během období Tokugawa někteří ze šintoistických bohů, zejména Hachiman, Myoshin, Shinmei a Tenjina, přicházeli na svět za účelem boží ochrany lásky nanshoku (milostný vztah mezi muži). Básník a prozaik této doby Ihara Saikaku si ve svém díle Nihonšoki sám střílel z faktu, že po první tři generace se v boží genealogii zatím neobjevily žádné ženy. Bohové si dosud museli pouze užívat potěšení z homosexuálních vztahů, " takto argumentoval Saikaku pro objasnění skutečného původu "nanshoku".

### Láska mezi osobami stejného pohlaví v armádě

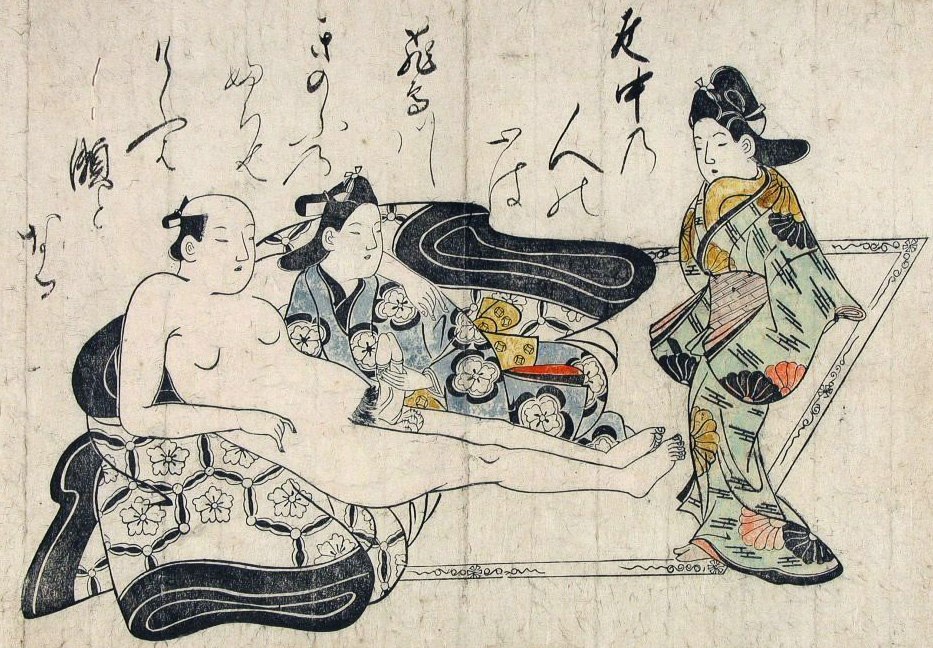
Mužský pár na futonu: Muž odpočívající s jiným wakashū a zároveň konverzující s dalším. Možná první erotické vyobrazení nanshoku a zároveň i první ručně malovaný obraz ukijo-e v Šunze. Počátek 80. let 17. století.
Moronobu Hišikawa (1618–1694); Ôban format, 10.25" × 15"; Sumi ink a barva na papíře; soukromá kolekce

Kromě duchovní sféry se homosexualita dostala i do samurajských řad, kde byla vysoká poptávka po mladém chlapci wakashū, což je věková kategorie chlapců, kteří musejí být asimilováni mezi válečníky zkušenějšími muži. Mužům bylo povoleno udržovat s těmito chlapci konsensuální intimní vztah, a to až do jejich dozrání. Do té doby byl jejich vztah oficiálně brán jako jakýsi „bratrský kontrakt”, který mohl později přerůst v něco vážnějšího, pokud si oba partneři čestně přislíbili věrnost. Tato praxe, spolu s klerikální pederastií, se časem vyvinula v kodifikovaný systém věkově strukturované homosexuality známé jako shudō, zkrácená verze wakashūdo, podle filozofického konceptu souvisejícího s čínským taoismem wakashū. Starší partner měl ve své roli nenja předat svému mladšímu protějšku wakashū válečné dovednosti, bojovou etiketu a samurajský kodex cti, což spočívalo i v silně vyvinuté morálce staršího partnera, jehož povinností bylo předat tyto hodnoty svému protějšku; proto také bylo wakashū' často popisováno jako vzájemně intimní vztah se vzájemně zušlechťovacím efektem. V přímém důsledku byly obě strany nuceny si slíbit doživotní loajalitu a být si navzájem nápomocni ve feudálních povinnostech a v čestných záležitostech jako např. soubojích a vendetách. Ačkoliv intimní vztah mezi muži končil dosažením věku, ideálně stále přetrvával a rozvíjel se v doživotní přátelské pouto. V tomto období bylo pro obě strany zapovězeno mít sex se ženami a v momentě, kdy chlapec dosáhl věku, oba měli možnost najít si jiného wakashū milence.
Stejně jako později byly v samurajských vztazích shudō striktně definovány role; nenja byl vyobrazován jako aktivní, nadržený a penetrující partner, zatímco mladší sexuálně vnímavý wakashū byl vyobrazován jako ten, kdo se oddává touze svého nenji svojí láskou, loajalitou a náklonností víc než pohlavním pudem. V samurajských řadách bylo dospělým mužům zakázáno přebírat roli wakashū; toto bylo určeno pouze adolescentním chlapcům (nebo později, mužům nižší úrovně), kteří se mohli stávat terčem homosexuální touhy. Jsou známy případy vztahů shudō, kdy byly mezi oběma partnery různé věkové rozdíly, nicméně pokaždé zachováno jasné vymezení rolí na nenja a wakashū.

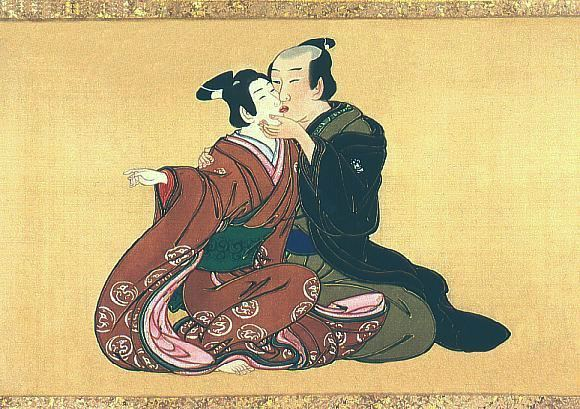
Muž a chlapec, Miyagawa Isshō, cca r. 1750; Jeden z deseti ručně srolovaných šunga panelů (kakemono-e); materiál: sumi, barva, gofun a hedvábí

### Láska mezi osobami stejného pohlaví ve střední vrstvě obyvatelstva
Japonská společnost byla odjakživa sama o sobě dost sofistikovaná, i přesto si však v oblasti homosexuality přisvojila některé zvyky ze samurajských řad, nicméně tady se milostný vztah shudō stával spíše komerční záležitostí. Mužští prostituti (kagema) často z řad herců divadla kabuki obstarávající jak mužskou, tak i ženskou klientelu, svojí činnost vykonávali navzdory vzrůstající restrikci. Většinu těchto prostitutů, vč. herců divadla kabuki, tvořili smluvní služebníci, kteří byli do nevěstinců nebo divadel zaprodáni ještě jako děti, s obvyklou desetiletou lhůtou sjednané práce. Intimní vztahy mezi kupci a najatými mladíky byly rovněž dost časté, což se také stávalo i předmětem tematiky erotických příběhů a populárních žertů. Mladí kabuki herci živící se prostitucí obvykle pracovali v zákulisí a slávy se jim dostávalo v podobné míře, jaké se dnes těší současné mediální hvězdy, díky čemuž získávali velkou popularitu v řadách japonské smetánky. Hercům onnagata (ženská role) a wakashū-gata (role adolescentního chlapce) se dostávalo všeobecně stejného ocenění ze strany mužů a žen, a rovněž se stávali předmětem zájmu šungského výtvarného ztvárnění nanshoku a dalších uměleckých děl zabývajících se touto tematikou, které obvykle přerůstali až ve status bestselleru.
Mužští prostituti a herci živící se poskytováním sexuálních služeb mužské klientele tvořili výhradně věkovou kategorii wakashū. Na dospělé muže se nepohlíželo jako na sociálně akceptovatelné sexuální partnery jiných mužů.

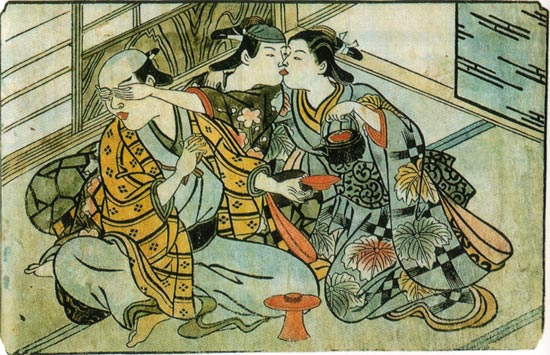
A wakashū (oblékající si šál) se za zády svého patrona líbá s ženskou nevěstkou.Nishikawa Sukenobu, cca 1716–1735. Ručně malovaný obraz.

### Umění a literatura
Homosexuální láska tvořila nedílnou součást nespočtu uměleckých děl, z nichž je většina přeložená do anglického jazyka. Nicméně tyto překlady jsou přístupné pouze pro Ihara Saikaku, který byl autorem hlavního charakteru v díle Největší milovník (1682), Jippensha Ikku, autora gay postav v pozdní publikaci předmluvy k Shankově klisně (1802 a násl.), a Ueda Akinari, autor homosexuálního buddhistického mnicha v Příbězích měsíčního svitu a deště (1776). Homosexualita však nebyla pouze předmětem literárních děl, ale i oblastí inspirace největších a nejznámějších malířů té doby Hokusaie a Hirošigy proslulé svými ukijo-e „obrazy plovoucího světa”, kde se objevuje konkrétně v šungské části znázorňující erotiku, jedná se o „obrazy jara”.
Nanshoku nebyl považován za nekompatibilní s heterosexualitou; knihy erotických maleb, jejichž námětem bylo nanshoku často vyobrazovaly jak mladé ženy (konkubíny mekake, nebo prostituti jōrō), tak i atraktivní adolescentní chlapce (wakashu) a mladé crossdressery (onnagata). Vskutku několik děl dávalo najevo, že by valná část "záviděníhodných poloh" měla být přístupná jak pro jōrō, tak i pro wakashū. Obdobně i zde byly ženy považovány za přitažlivé jak pro wakashū, tak i pro onnagatu, což znamenalo předpoklad zpětného zájmu ze strany těchto mladých mužů. Proto jsou i dnes v moderní terminologii považováni oba praktikanti nanshoku za bisexuální. Muži, kteří byli zapřisáhlí homosexuálové, se často značovali jako muži nenávidějící ženy navzdory faktu, že tento termín je často zaměňován s patologickou nenávistí vůči ženám ve všech sociálních sférách, což samo sebou nemá s muži majícími stejnopohlavní partnery nic společného.

## Homosexualita v moderním Japonsku
I přes vývoj událostí posledních dní, kdy se v Japonsku čím dál více dostává do povědomí otevřená gay scéna, zejména v metropolích jako je Tokio a Ósaka, japonští gayové a lesby svojí orientace často tají a vstupují do manželství s lidmi opačného pohlaví.

### Politika a právo
Japonsko nemá žádné zákony proti souloži mezi lidmi stejného pohlaví a má na regionální úrovni legislativu částečně chránící homosexuální jednotlivce. Kromě toho existuje i určitá právní ochrana pro transgender osoby.
Konsensuální pohlavní styk mezi legálně způsobilými osobami není protiprávní, ale některé japonské prefektury mají vyšší věk legální způsobilosti k pohlavnímu styku pro homosexuály, než pro heterosexuály.
Japonské občanské právo nechrání sexuální menšiny před diskriminací na celostátní úrovni. Nicméně na regionální úrovni určitá právní ochrana je. Tokijská vláda přijala zákon platný pro hlavní město, který zakazuje diskriminaci jiných sexuálních orientací v pracovněprávních vztazích.
Hlavní politické strany vyjadřují určitou podporu a otevřenost pro řešení problematiky práv sexuálních menšin. I přes obdržená doporučení ze strany Rady pro podporu lidských práv nepřijal japonský parlament dosud nový občanský zákoník chránící práva jiných sexuálních orientací v celé zemi.
V politické sféře se však začínají objevovat první osoby veřejně se hlásící k jiné sexuální orientaci. Mezi ně patří Kanako Otsuji, členka parlamentu původem z Ósaky, první otevřeně lesbická Japonka (svůj coming out provedla v roce 2005) a Aya Kamikawa, první otevřený transgender úředník v Tokiu (coming out provedl v roce 2003).

#### Anglickojazyčné prameny
- "Queer Japan," special issue of Intersections: Gender, History and Culture in the Asian Context
- "Enduring Voices: Fushimi Noriaki and Kakefuda Hiroko's Continuing Relevance to Japanese Lesbian and Gay Studies and Activism," by Katsuhiko Suganuma
- "Telling Her Story: Narrating a Japanese Lesbian Community," by James Welker
- From Sailor-Suits to Sadists: Lesbos Love as Reﬂected in Japan’s Postwar “Perverse Press”
- "Agoe Blog ｱｺﾞ江。～ﾄﾞｶﾞﾏですけど何か??""Utaguwa Blog ♂♂ゲイです、ほぼ夫婦です""Gomabukko あの女 Blog"
- Homosexuality in the Japanese Buddhist Tradition Archivováno 21. 1. 2016 na Wayback Machine.
- Bibliography of Gay and Lesbian History
- Japanese lesbian web magazine "Tokyo Wrestling" Archivováno 12. 1. 2016 na Wayback Machine.
  - Resource and Support group for LGBT foreigners in Japan "Stonewall AJET"
- An interview with an anonymous gay Japanese man
- Lesbian invisibility in Japan